# Kermes williamsi
Kermes williamsi är en insektsart som beskrevs av Sternlicht 1972. Kermes williamsi ingår i släktet Kermes och familjen eksköldlöss. Inga underarter finns listade i Catalogue of Life.